# Achaearanea dalana
Achaearanea dalana là một loài nhện trong họ Theridiidae.
Loài này thuộc chi Achaearanea. Achaearanea dalana được miêu tả năm 1991 bởi Buckup & Marques.